# Ольшанский сельский совет (Ичнянский район)
Ольшанский сельский совет (укр. Ольшанська сільська рада) — входит в состав
Ичнянского района
Черниговской области
Украины.
Административный центр сельского совета находится в 
с. Ольшана
.

## Населённые пункты совета
- с. Ольшана
- с. Новая Ольшана
- с. Тарасовка